# زغلول مورسی
زغلول مورسی (به فرانسوی: Zaghloul Morsy) نویسنده و شاعر قرن بیستم میلادی اهل فرانسه است.